# マイアミ・ヒートのチーム記録
マイアミ・ヒートのチーム記録はNBAのマイアミ・ヒートのチーム記録である。
現役選手の記録も取り上げる。各部門のランク中（現役）は現在このチームに在籍していることを表す。

## 通算得点
1. 21,556　ドウェイン・ウェイド
2. 9,459　アロンゾ・モーニング
3. 9,248　グレン・ライス
4. 8,900　バム・アデバヨ（現役）
5. 7,919　レブロン・ジェームズ（現役）
6. 6,965　タイラー・ヒーロー（現役）
7. 6,914　クリス・ボッシュ
8. 6,742　ロニー・サイカリー
9. 6,630　ジミー・バトラー（現役）
10. 6,586　ユドニス・ハスレム

## 通算リバウンド
1. 5,791　ユドニス・ハスレム
2. 5,012　バム・アデバヨ（現役）
3. 4,807　アロンゾ・モーニング
4. 4,544　ロニー・サイカリー
5. 4,482　ドウェイン・ウェイド
6. 3,870　ハッサン・ホワイトサイド
7. 3,281　グラント・ロング
8. 2,816　クリス・ボッシュ
9. 2,654　ブライアン・グラント
10. 2,363　グレン・ライス

## 通算アシスト
1. 5,310　ドウェイン・ウェイド
2. 2,867　ティム・ハーダウェイ
3. 2,040　バム・アデバヨ（現役）
4. 2,034　ゴラン・ドラギッチ
5. 2,004　マリオ・チャルマーズ
6. 1,980　レブロン・ジェームズ（現役）
7. 1,961　ビンボ・コールズ
8. 1,789　ジミー・バトラー（現役）
9. 1,262　シャーマン・ダグラス
10. 1,152　エディー・ジョーンズ

## 通算ブロック(73-74シーズンから)
1. 1,625　アロンゾ・モーニング
2. 812　ドウェイン・ウェイド
3. 783　ハッサン・ホワイトサイド
4. 610　ロニー・サイカリー
5. 489　バム・アデバヨ（現役）
6. 456　ジョエル・アンソニー
7. 384　シャキール・オニール
8. 332　クリス・ボッシュ
9. 305　P・J・ブラウン
10. 252　ユドニス・ハスレム

## 通算スティール(73-74シーズンから)
1. 1,492　ドウェイン・ウェイド
2. 791　マリオ・チャルマーズ
3. 666　グラント・ロング
4. 605　バム・アデバヨ（現役）
5. 572　グレン・ライス
6. 560　ケビン・エドワーズ
7. 541　ティム・ハーダウェイ
8. 528　ジミー・バトラー（現役）
9. 515　エディー・ジョーンズ
10. 489　レブロン・ジェームズ（現役）

## 出場試合
1. 948　ドウェイン・ウェイド
2. 878　ユドニス・ハスレム
3. 593　アロンゾ・モーニング
4. 566　バム・アデバヨ（現役）
5. 525　マリオ・チャルマーズ
6. 486　キース・アスキンス
7. 478　グレン・ライス
8. 472　グラント・ロング
9. 462　ビンボ・コールズ
10. 439　ロニー・サイカリー

## 3ポイントシュート（NBAでは79-80より公式記録）成功
1. 1,194　ダンカン・ロビンソン（現役）
2. 982　タイラー・ヒーロー（現役）
3. 806　ティム・ハーダウェイ
4. 712　エディー・ジョーンズ
5. 708　グレン・ライス
6. 657　マリオ・チャルマーズ
7. 588　ゴラン・ドラギッチ
8. 491　ジョシュ・リチャードソン（現役）
9. 481　ドウェイン・ウェイド
10. 473　ボション・レナード

## フリースロー成功
1. 5,391　ドウェイン・ウェイド
2. 2,558　アロンゾ・モーニング
3. 2,188　ジミー・バトラー（現役）
4. 1,962　バム・アデバヨ（現役）
5. 1,766　ロニー・サイカリー
6. 1,732　レブロン・ジェームズ（現役）
7. 1,469　クリス・ボッシュ
8. 1,437　グラント・ロング
9. 1,332　グレン・ライス
10. 1,239　ユドニス・ハスレム

## 50得点以上
- 61得点　レブロン・ジェームズ
- 56得点　グレン・ライス
- 56得点　ジミー・バトラー（プレーオフ）
- 55得点　ドウェイン・ウェイド
- 50得点　アロンゾ・モーニング
- 50得点　ドウェイン・ウェイド（2回）

## その他
シーズン平均得点
- 30.2　ドウェイン・ウェイド

新人最多得点
- 16.2　ドウェイン・ウェイド

トリプルダブル(1979-80シーズンより公式記録)
- 13回　ジミー・バトラー
- 9回　レブロン・ジェームズ
- 8回　バム・アデバヨ
- フリースロー試投=7,048　ドウェイン・ウェイド
- 年間得点=2,386 ドウェイン・ウェイド
- プレイオフ1クウォーター最多フリースロー10　シャキール・オニール、ラマー・オドム
- 1試合最多3ポイントシュート成功=10　ブライアン・ショウ、マリオ・チャルマーズ、ダンカン・ロビンソン
- オーランド・マジックと同様、チーム名に「ス」、「ズ」がつかないチーム名である。
- 27連勝(2012-2013シーズン)
- 1クォーター最多リバウンド=14　ハッサン・ホワイトサイド
- 1ハーフ最多アシスト=15　ゴラン・ドラギッチ（現役）
- ベンチ出場での最多得点=35　ドウェイン・ウェイド
- 13連勝(2016-17シーズン) 勝率5割未満のチームとしては歴代最長記録
- 19以上の借金が一時ありながら、最終的に勝率5割復帰はNBA史上初(2016-17シーズン 前半戦11勝30敗→後半戦30勝11敗 最終成績 41勝41敗)
- 1シーズン最多3ポイントシュート成功=270　ダンカン・ロビンソン
- 1ハーフ最多ブロック=8　ハッサン・ホワイトサイド

## 主なアメリカ国籍以外の選手
- ロニー・サイカリー（レバノン）
- マヌート・ボル（南スーダン）
- 王治郅（中国）
- プレドラグ・ダニロヴィッチ（ボスニア・ヘルツェゴビナ）
- ルオル・デン（南スーダン）
- ゴラン・ドラギッチ（スロベニア）
- ケリー・オリニク（カナダ）
- ゲイブ・ビンセント（ナイジェリア）
- オメール・ユルトセブン（トルコ）
- ニコラ・ヨビッチ（セルビア）（※デンバー・ナゲッツ所属の「ニコラ・ヨキッチ」とは別人）